# Jacek Bodyk
Jacek Bodyk (ur. 12 czerwca 1966 w Polkowicach) – polski kolarz, olimpijczyk.
Startował na Igrzyskach Olimpijskich w 1988 w Seulu, gdzie w wyścigu ze startu wspólnego na dystansie 196,8 km zajął 28. miejsce. Zajął 5. miejsce w mistrzostwach świata w 1991 w Stuttgarcie w 1991 w wyścigu amatorów ze startu wspólnego.
Zwyciężył w wyścigu Szlakiem Grodów Piastowskich w 1988 oraz w Małopolskim Wyścigu Górskim w 1991, a także w wyścigu w Aulnat w tym samym roku.
Był wicemistrzem Polski w wyścigu górskim w 1991 oraz brązowym medalistą w wyścigu drużynowym 1989. Dwukrotnie startował w Wyścigu Pokoju. W 1988 zajął 42. miejsce, a w 1990 37. miejsce. Kilkakrotny uczestnik Wyścigu Dookoła Polski, najlepsze 9. miejsce zajął w 1995.
Jako amator reprezentował kluby Górnik Polkowice i Trasa Zielona Góra, a jako zawodowiec Lampre-Colnago-Animex (1992).